# Пентаграм
 Тази статия е за символа.  За музикалната група вижте Пентаграм (група).  
Пентаграм или пентаграма е символ, представляващ петолъчна звезда, начертана с пет прави линии. Името произлиза от гръцката дума πεντάγραμμον (пентаграмон), съществителна форма на πεντάγραμμος (пентаграмос) или πεντέγραμμος (пентеграмос), което означава приблизително „петлинеен“ или „пет линии“.

## Ранна история
Съществува спор в историческата наука кога за първи път е бил употребен символът на пентаграма. Датировката на този символ варира между 8200 г. и 4000 г. пр. Хр. За родина на пентаграмата се сочат Шумер и Вавилон. Като астрономическа схема на движението на планетата Венера, пентаграмът се появява първоначално през 4000 г. пр. Хр. в Месопотамия. Също така пентаграмът е египетски и шумерски знак за звезда. В египетските гробници небето се обозначава с пентаграм.

## Астрономия
Наблюдаемото движение на Венера, както древните шумери, а по-късно гърците и маите са установили, показва доста строга 8-годишна цикличност. Ако примерно в началото на пролетта Венера се наблюдава идеално като Зорница, това се случва отново на 8-ата година, като междувременно Зорницата се наблюдава добре още четири пъти, но в други сезони. Тези нейни появи, отбелязвани на небесния кръг, отстоят на около 215 градуса и последователното им нанасяне върху една окръжност задава пентаграм (0, 215, 70, 285, 145, 360 – в приблизителни числа)

### Питагорейци
Пентаграмът е използван като символ от питагорейците. За тях особено значима е появата в него на златната пропорция или 'златното средно'. Евклид по-късно го обяснява чрез задачата за „делене на отсечка в крайно и средно отношение“ в Книга 6 на „Начала“ (вж. по-долу раздел 'геометрия'). През Ренесанса тези интереси отново се възраждат и намират различни прояви.

## Европейски окултизъм
По отношение на интерпретацията на пентаграма, Герман Вирт дава доста интересна теория, обръщайки внимание на това, че в немския език пентаграмата се нарича вещерска лапа или „Drudenfuss“. Вирт твърди, че „Drude“, т.е. вещица, всъщност произлиза от думата „Thrud“. Според същия Г.В. пентаграмата е сакрален календарен символ, обозначаващ зимното слънцестоене, Нова година и Юл.
С този символ са си служили много окултни школи с цел – своето подчиняване на бесовете. Пентаграмът е символ на петте велики принципа: Любов, Мъдрост, Истина, Правда и Добродетел. Това са петте качества, които трябва човек да изработи в себе си, за да стане съвършен. 
Пентаграмът представлява пет велики и разумни течения в живата природа – течения на енергия и светлина, които индусите наричат „прана“ или „течения на живота“. Това са пет велики центъра, в които стават разумни процеси. Те съчетават в себе си пет положителни и пет отрицателни сили. Възходящите или положителните сили, се намират по върховете на Пентаграма, обърнат с върха си нагоре, а низходящите или отрицателните се намират във вътрешния петоъгълник, обърнат с върха надолу.

## Религиозен символизъм
Първоначално пентаграмата е символизирала женското начало. Но с течение на времето това доста се е променило. Този символ е бил включен като част от кампанията на Ватикана за унищожение на езическите религии и похристиянчването. Църквата се борила с езичеството, като обявявала техните богове и богини, също и техните свещени символи, за Зло. В тази битка тризъбецът на Посейдон става вила на дявола, островърхата шапка на мъдреца става магьосническа и вещерска, а пентаграмата – знак на Дявола.

### Християнство
Пентаграмата, според един късен западен автор, е присъстващ в християнството символ. Среща се в архитектурата на някои западни църкви и манастири. На Православното учение са чужди практики, свързани с обожествяване на небесни тела, за това пентаграмата се използва не като символ за Венера. В някои православни трактовки се разчита като Христос и четиримата евангелисти – Матей, Марк, Лука и Йоан. Сравнително рядко се използва в украса на храм.

### Сатанизъм
Опасения, че енергията на пентаграмата може да се използва и за черна магия, е имало още преди хилядолетия. Панически страх обхванал например църквата когато се появили първите поклонници на „дяволския култ“ и заплашвали, че чрез обръщането на този магически символ наопаки с главата надолу, биха могли да бъдат освободени тъмни дяволски сили.
Обърната с върха надолу, пентаграмата се превръща в глава на козел и според сатанистите е символ на Дявола, макар че всъщност означава скрития в материята дух. Обратната пентаграма според Елифас Леви се смята за зло. Той твърди, че обърнатата пентаграма символизира козел, а изправените нагоре лъчи са рогата му.

### Вещерство
Според древното вещерство пентаграма служи за доставяне на енергия. Ако пентаграмата седи в кръг (кръгът служи за ограничаване на територия), енергията ще
се концентрира единствено в кръга и в центъра на пентаграмата. Така по този начин вещерския индивид ще има необходимата сила (енергия), за да постигне своите лукави цели. Пентаграмата най-вече в каквото и да е вярване служи за доставяне на енергия, тъй като тя е била свързана със стотици вярваня и хора, които са били свързани докрай с нея. По този начин пентаграмата е станала символът им, символ на оставената енергия, след като починат.
Всички рисунки могат да бъдат източници на енергия, ако бъдат символи на хора, които са били свързани с дадената рисунка по време на живота им.
Така че в общи линии пентаграмата е просто рисунка и не възпява необясними сили и богове.

## Политически символизъм
Много флагове и гербове включват запълнена петолъчна звезда, но пентаграм се среща относително рядко, в някои гербове и само във флаговете на Етиопия и Мароко:
- Флагът на Етиопия
- Флагът на Мароко

## Геометрия

### Златно сечение
Златното сечение, φ = (1+√5)/2 ≈ 1.618 играе важна роля в правилните петоъгълници и пентаграми. Всяко пресичане на два ръба разделя ръбовете в златно сечение: отношението на дължината на ръба към дължината на по-дългата част от ръба е равна на φ, както и отношението на по-дългата част към по-късата част. Освен това, отношението на дължината на по-късата част от ръба към дължината на отсечката, ограничена от двата пресичащи ръба (страната на вътрешния петоъгълник), също е равна на φ. С други думи, използвайки цветовото означение на илюстрацията вдясно, са в сила отношенията:
червено/зелено = зелено/синьо = синьо/виолетово = φ